# Alphonse Karr
Jean-Baptiste Alphonse Karr (24. listopadu 1808 Paříž – 29. září 1890 Saint-Raphaël) byl francouzský novinář, spisovatel a satirik.

## Život
Karrův první román Sous les Tilleuls (Pod lípami) vyšel v roce 1832. Karr byl jedním z prvních, kdo popularizoval pobřeží Normandie. Obzvláště ho zaujal Étretat, kde se odehrává i jeho román Le chemin le plus court (Nejkratší cesta, 1837).
Alphonse Karr založil satirický časopis Les Guêpes (Vosy), který vycházel v letech 1839 až 1876. Jako zahořklý odpůrce Napoleona III. po převratu v roce 1851 odešel do exilu v Nice. Jeho dílo Les Willis (1835) bylo základem pro Le Villi, první operu Giacoma Pucciniho (1884). V roce 1882 se Karr stal prvním úřadujícím prezidentem Ligue populaire contre la vivisection, založené Marie-Françoise Bernard a Helenou, Comtesse de Noailles, která byla proti pokusům na zvířatech.
Alphonse Karr strávil poslední léta v Saint-Raphaël na Azurovém pobřeží, kde se intenzivně věnoval zahradnictví a pěstování květin. Je mu proto připisováno založení Riviéry květin. Zemřel tam 29. září 1890 ve věku téměř 82 let. Na jeho počest byly posmrtně pojmenovány dvě rostliny: pokojový bambus „Bambus multiplex Alphonse Karr“ a hruška.

## Dílo
- Fa dièzes. Roman, Ledoux, Paris 1834
- Les Willis, 1835
- Midi à 14 heures, Lange Lévy, Paris 1842
- Une heure trop tard, Gosselin, Paris 1849
- Voyage auteur de mon jardin, Slatkine, Paris 1979 (Repr. d. Ausg. Paris 1851)
- Le chemin le plus court, Didier, Paris 1854
- Agathe et Cécile. Lévy, Paris 1867
- Sous les tilleuls, Lévy, Paris 1869
- Sous les tilleuls ; texte établi et présenté par Alex Lascar, Paris : Société des textes français modernes, [2018], ISBN 978-2-86503-308-9
- Le credo du jardinier, Lévy, Paris 1875
- A bas les masques, Lévy, Paris 1883
- Dieu et diable, Calmann Lévy, Paris 1898

### Překlady
- Reise um meinen Garten : ein Roman in Briefen / Alphonse Karr ; z francouzštiny přeložila Caroline Vollmannová, Berlin : AB - Die Andere Bibliothek GmbH & Co. KG, Mai 2020, ISBN 978-3-8477-0425-6